# Khalid Islambouli
 (août 2009).
Si vous disposez d'ouvrages ou d'articles de référence ou si vous connaissez des sites web de qualité traitant du thème abordé ici, merci de compléter l'article en donnant les références utiles à sa vérifiabilité et en les liant à la section « Notes et références ».
Khalid el-Islambouli, né le 15 janvier 1955 dans le nord de l'Égypte et exécuté le 15 avril 1982 , est un militaire qui a organisé et exécuté l'assassinat du président égyptien Anouar el-Sadate. 

## Carrière
Il sort diplômé de l'Académie militaire égyptienne avec d'excellentes notes. Il est alors enrôlé dans l'armée égyptienne comme officier d'artillerie avec le grade de lieutenant. Sous l'influence de collègues, Khalid el-Islambouli rejoint le Jihad islamique égyptien.
Le frère cadet de Khalid el-islambouli, Mohamed el-islambouli, a été arrêté pour avoir établi les connexions actives avec les groupes religieux islamiques d'Assiout, à 400 km au sud du Caire. Cette arrestation est censée être le principal événement qui a déclenché en Khalid el-islambouli la volonté d'organiser et de mener à bien l'assassinat du président Anouar el-Sadate.

## Assassinat d'Anouar el-Sadate
L’unité d'artillerie de Khalid el-islambouli a été désignée pour prendre part à une parade militaire au Caire, le 6 octobre 1981. Khalid el-islambouli n'était pas censé participer à la parade, mais il a été choisi par hasard, pour remplacer un fonctionnaire qui s'est excusé de ne pas être en mesure de participer. 
Lorsque l'unité de Khalid el-islambouli a commencé à approcher du président Anouar el-Sadate, il a, avec trois autres soldats, sauté de son camion et couru vers le stand, tout en lançant des grenades en direction de la plate-forme, où Sadate se tenait debout avec des dignitaires étrangers. Khalid el-islambouli est monté sur la plate-forme et a vidé son fusil sur le corps d'Anouar el-Sadate, en criant « J'ai tué le Pharaon ». Immédiatement après, Khalid el-islambouli a été capturé.

## Procès et exécution
Vingt-trois coconspirateurs ont été jugés et reconnus coupables. Khalid el-islambouli, Mohammad al-Salam Faraj, Essam al-Qamari et trois autres coconspirateurs ont été exécutés le 15 avril 1982.
- L’Iran, qui était à ce moment-là dans l'euphorie de la révolution islamique et fermement opposé à toute réconciliation avec Israël, a officiellement déclaré Khalid el-islambouli comme un martyr – "Shahid" - et dans chaque grande ville iranienne il y a une rue à son nom. Un mausolée a été édifié au cimetière iranien de Behesht-e Zahra.

- Son frère, Mohamed el-islambouli, a réussi à fuir en Afghanistan et est devenu un des principaux militants islamiques. Les observateurs pensent que Mohamed el-islambouli vit en Iran sous protection iranienne.